# Bestwinka
Bestwinka (prononciation : [bɛstˈfinka]) est une localité polonaise de la gmina de Bestwina, située dans le powiat de Bielsko-Biała en voïvodie de Silésie.

## Personnalités
Zygmunt Smalcerz (1941-), haltérophile, champion olympique en 1972.